# رافايل أوغوستو
رافايل أوغوستو (6 مارس 1991 بريو دي جانيرو في البرازيل - ) هو لاعب كرة قدم برازيلي في مركز الوسط. لعب مع دي.سي. يونايتد وليغيا وارسو ونادي تشينايين ونادي فلومينينسي وDuque de Caxias Futebol Clube ‏ ونادي مادوريرا وأمريكا دي ناتال ‏.

## وصلات خارجية
- رافايل أوغوستو على موقع الدوري الأمريكي (الإنجليزية)
- رافايل أوغوستو على موقع قاعدة بيانات كرة القدم.إي يو (الإنجليزية)
- رافايل أوغوستو على موقع Soccerway.com (الإنجليزية)
- رافايل أوغوستو على موقع عالم كرة القدم.نت (الإنجليزية)